# Angela Berndtson
Angela Berndtson, född 6 maj 1978, är en svensk taekwondoutövare som har tävlat för det svenska landslaget vid flera internationella mästerskap.
Hennes karriär omfattar bland annat ett EM-silver, sju nordiska mästerskapsguld, omkring ett tiotal svenska mästerskapsguld samt seger i US Open. Hon deltog även i Sveriges Olympiska Kommittés (SOK) elitsatsningar inför sommar-OS 2000 i Sydney och 2004 i Aten.
År 2022 grundade hon idrottsföreningen Stockholm Taekwondo.